# Strumigenys ferocior
Strumigenys ferocior är en myrart som beskrevs av Brown 1973. Strumigenys ferocior ingår i släktet Strumigenys och familjen myror. Inga underarter finns listade i Catalogue of Life.